# 플레벤

시 문장

플레벤(불가리아어: Плевен / Pleven, 튀르키예어: Plevne 플레브네[*]) 또는 플레브나(영어: Plevna)는 불가리아 북부에 위치한 도시로, 플레벤 주의 주도이며 인구는 106,011명(2011년 2월 기준), 높이는 116m이다. 소피아(불가리아의 수도)에서 170km, 흑해 연안에서 서쪽으로 320km, 다뉴브강에서 남쪽으로 50km 정도 떨어진 곳에 위치한다.
1877년 러시아-튀르크 전쟁의 격전지 가운데 한 곳이었으며 오늘날 불가리아 중북부와 북서부의 경제적 중심지 역할을 한다. 불가리아 북부에 위치한 도시 중에서 바르나, 루세에 이어 3번째로 큰 도시이다.

## 역사

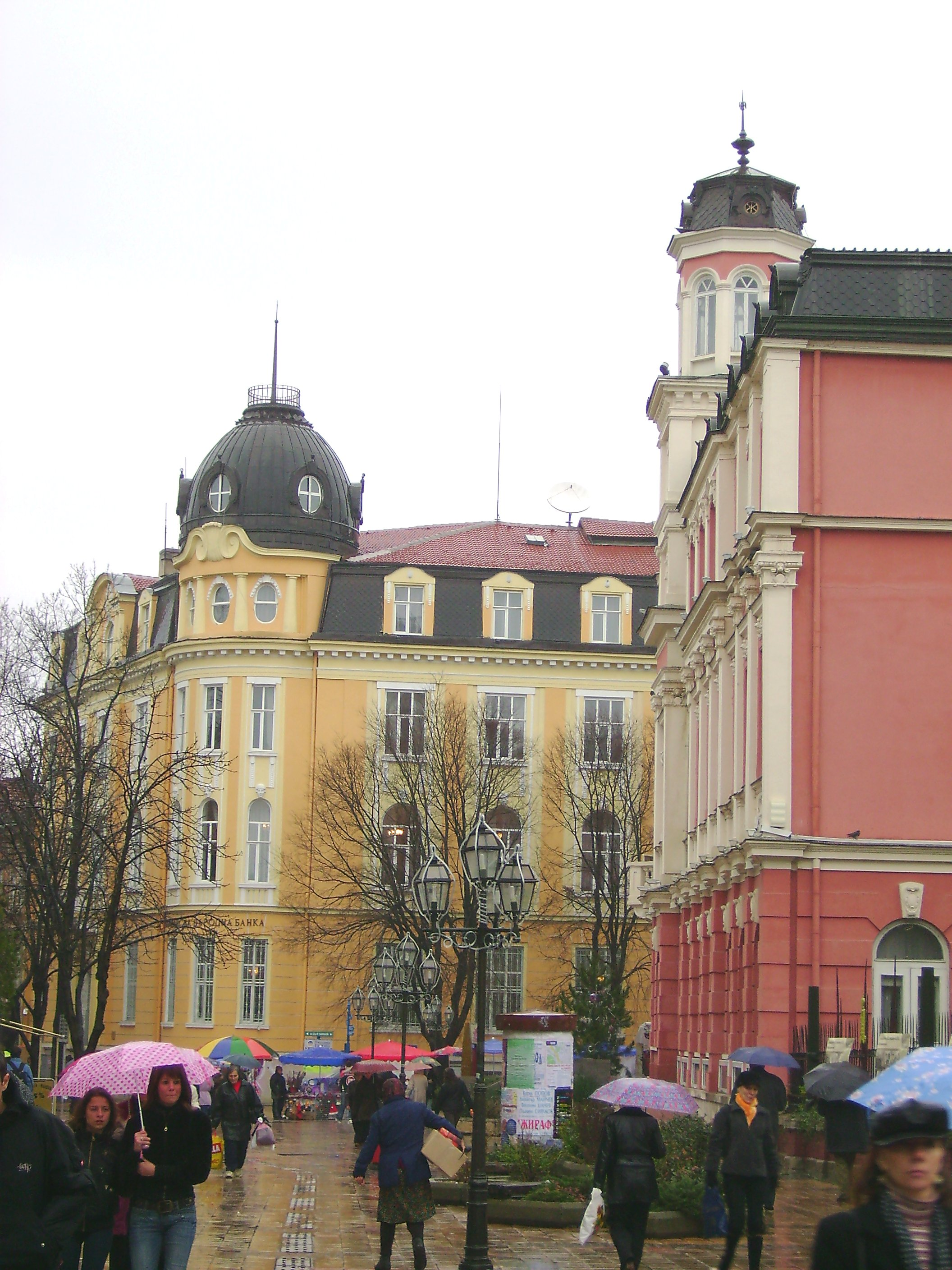
플레벤 도심

신석기 시대인 기원전 5천년기부터 사람이 살았던 것으로 추정된다. 이 곳에서 발견된 수많은 고고학적 유물은 트라키아인들의 풍부한 문화를 짐작케 한다. 고대 로마 시대에는 모이시아 속주의 일부였으며 오에스쿠스(현재의 기겐)와 필립포폴리스(Philippopolis, 현재의 플로브디프) 사이에 스토르고시아(Storgosia, 현재의 플레벤 인근)라고 불리는 도시가 있었다.
중세 시대 때 제1차 불가리아 제국과 제2차 불가리아 제국 시대의 요새가 들어서면서부터 발전했으며 슬라브인이 이주하면서부터 지금과 같은 이름("플레벤"(Pleven)이라는 이름은 슬라브어파에 속하는 언어로 "헛간"을 뜻하는 단어인 "플레브냐"(plevnya)에서 유래되었다는 설, "잡초"를 뜻하는 단어인 "플레벨"(plevel)에서 유래되었다는 설이 있는데 두 단어 모두 어원이 같다.)이 유래되었다. 1270년 헝가리 국왕 이슈트반 5세가 내린 불가리아 원정에 관한 칙허에 처음 등장한다.
오스만 제국 시대에는 오스만 터키어로 플레브네(Plevne)라고 불렀으며 불가리아의 문화를 유지하면서 발전했다. 불가리아 민족 부흥기에는 많은 교회와 학교, 교량이 건설되었다. 1825년 최초의 세속주의 학교가 개교했고 1840년에는 불가리아 최초의 여자 학교, 1841년에는 남자 학교가 개교했다. 1869년 불가리아의 민족 영웅으로 추앙받는 바실 레프스키가 국가 혁명 위원회를 결성했다.
1877년부터 1878년까지 일어난 러시아-튀르크 전쟁의 격전지 가운데 한 곳이었으며 러시아 제국의 황제 알렉산드르 2세는 불가리아를 오스만 제국의 지배로부터 해방시키려는 야심을 갖고 있었다. 러시아·루마니아 연합군은 큰 타격을 입긴 했지만 5개월 간에 걸친 플레벤 공방전 끝에 승리를 거두면서 오스만 제국의 쇠퇴에 결정적 역할을 했다. 이 전쟁으로 불가리아는 자치권을 얻었고 루마니아는 완전 독립을 달성하게 된다.

## 기후
| Pleven, Bulgaria의 기후  | Pleven, Bulgaria의 기후 | Pleven, Bulgaria의 기후 | Pleven, Bulgaria의 기후 | Pleven, Bulgaria의 기후 | Pleven, Bulgaria의 기후 | Pleven, Bulgaria의 기후 | Pleven, Bulgaria의 기후 | Pleven, Bulgaria의 기후 | Pleven, Bulgaria의 기후 | Pleven, Bulgaria의 기후 | Pleven, Bulgaria의 기후 | Pleven, Bulgaria의 기후 | Pleven, Bulgaria의 기후 |
| 월                       | 1월                     | 2월                     | 3월                     | 4월                     | 5월                     | 6월                     | 7월                     | 8월                     | 9월                     | 10월                    | 11월                    | 12월                    | 연간                    |
| ------------------------ | ----------------------- | ----------------------- | ----------------------- | ----------------------- | ----------------------- | ----------------------- | ----------------------- | ----------------------- | ----------------------- | ----------------------- | ----------------------- | ----------------------- | ----------------------- |
| 역대 최고 기온 °C (°F)   | 22.8 (73.0)             | 24.0 (75.2)             | 31.2 (88.2)             | 35.1 (95.2)             | 37.5 (99.5)             | 38.4 (101.1)            | 44 (111)                | 41.8 (107.2)            | 40.8 (105.4)            | 38.3 (100.9)            | 28.8 (83.8)             | 23.4 (74.1)             | 44 (111)                |
| 일평균 최고 기온 °C (°F) | 1.3 (34.3)              | 4.6 (40.3)              | 10.3 (50.5)             | 18.1 (64.6)             | 23.1 (73.6)             | 26.7 (80.1)             | 29.3 (84.7)             | 29.4 (84.9)             | 25.4 (77.7)             | 18.2 (64.8)             | 10.5 (50.9)             | 4.1 (39.4)              | 16.8 (62.2)             |
| 일일 평균 기온 °C (°F)   | −2.2 (28.0)             | 0.6 (33.1)              | 5.4 (41.7)              | 12.5 (54.5)             | 17.4 (63.3)             | 21.0 (69.8)             | 23.4 (74.1)             | 22.9 (73.2)             | 18.6 (65.5)             | 12.4 (54.3)             | 6.4 (43.5)              | 0.7 (33.3)              | 11.6 (52.9)             |
| 일평균 최저 기온 °C (°F) | −5.5 (22.1)             | −3.3 (26.1)             | 0.9 (33.6)              | 6.8 (44.2)              | 11.5 (52.7)             | 14.8 (58.6)             | 16.7 (62.1)             | 16.1 (61.0)             | 12.3 (54.1)             | 7.2 (45.0)              | 2.9 (37.2)              | −2.0 (28.4)             | 6.5 (43.7)              |
| 역대 최저 기온 °C (°F)   | −29.3 (−20.7)           | −22.2 (−8.0)            | −18.9 (−2.0)            | −5.7 (21.7)             | 0.6 (33.1)              | 3.4 (38.1)              | 8.7 (47.7)              | 8.9 (48.0)              | −0.6 (30.9)             | −6.5 (20.3)             | −20.4 (−4.7)            | −24 (−11)               | −29.3 (−20.7)           |
| 평균 강수량 mm (인치)    | 39 (1.5)                | 34 (1.3)                | 33 (1.3)                | 52 (2.0)                | 68 (2.7)                | 81 (3.2)                | 63 (2.5)                | 40 (1.6)                | 38 (1.5)                | 44 (1.7)                | 45 (1.8)                | 41 (1.6)                | 578 (22.8)              |
| 출처: Stringmeteo        |                         |                         |                         |                         |                         |                         |                         |                         |                         |                         |                         |                         |                         |

## 자매 도시
- 벨라루스 브레스트
- 중화인민공화국 진저우 시
- 독일 카이저슬라우테른
- 그리스 에데사
- 그리스 볼로스
- 북마케도니아 비톨라
- 북마케도니아 카바다르치
- 모로코 아가디르
- 포르투갈 기마랑이스
- 러시아 모스크바 중앙구
- 러시아 로스토프나도누
- 루마니아 브러일라
- 세르비아 고르니밀라노바츠
- 튀르키예 부르사
- 튀르키예 보드룸
- 우크라이나 체르니우치
- 미국 샬로츠빌